# Chemische Elemente der zweiten Periode
Die zweite Periode des Periodensystems der Elemente beinhaltet alle chemischen Elemente, die genau zwei Elektronenschalen im Atom besitzen. Die innerste (erste)  Elektronenschale ist voll besetzt und besitzt zwei Elektronen. Die äußerste (zweite) Elektronenschale, auch Valenzschale genannt, kann zwischen ein und acht Elektronen aufnehmen, weswegen sich auch acht chemische Elemente in der zweiten Periode befinden. Um sich die Elemente der zweiten Periode merken zu können, ist folgende Eselsbrücke bekannt: "Liebe Berta, Bitte k(C)omme Nicht Ohne Frische Nelken."

## Auszug aus dem Periodensystem
| Gruppe              | 1    | 2    | 13  | 14  | 15  | 16  | 17  | 18    |
|                     | I    | II   | III | IV  | V   | VI  | VII | VIII  |
| Ordnungszahl Symbol | 3 Li | 4 Be | 5 B | 6 C | 7 N | 8 O | 9 F | 10 Ne |

| Alkalimetalle | Erdalkalimetalle | Halbmetalle | sonstige Nichtmetalle | Halogene | Edelgase |

## Magische Zahl
Das chemische Element Sauerstoff mit der Ordnungszahl acht besitzt im Grundzustand des Atomkerns eine höhere Stabilität als benachbarte Nuklide. Diese besondere Ordnungszahl wird als magische Zahl bezeichnet.

## Anzahl der Elektronen in den Elektronenschalen
| Elektronenschale | Anzahl der Elektronen | Anzahl der Elektronen | Anzahl der Elektronen | Anzahl der Elektronen | Anzahl der Elektronen | Bemerkung                               |
| Elektronenschale | Insgesamt             | s-Orbital             | p-Orbital             | d-Orbital             | f-Orbital             | Bemerkung                               |
| ---------------- | --------------------- | --------------------- | --------------------- | --------------------- | --------------------- | --------------------------------------- |
| 1                | 2                     | 2                     | -                     | -                     | -                     | innerste Elektronenschale               |
| 2                | 1 bis 8               | 1 bis 2               | 0 bis 6               | -                     | -                     | äußerste Elektronenschale, Valenzschale |

## Liste
| Ordnungszahl | Symbol | Name        | Elementkategorie      | Aggregatzustand | Elektronenkonfiguration |
| ------------ | ------ | ----------- | --------------------- | --------------- | ----------------------- |
| 3            | Li     | Lithium     | Alkalimetalle         | fest            | [He] 2s1                |
| 4            | Be     | Beryllium   | Erdalkalimetalle      | fest            | [He] 2s2                |
| 5            | B      | Bor         | Halbmetalle           | fest            | [He] 2s2 2p1            |
| 6            | C      | Kohlenstoff | sonstige Nichtmetalle | fest            | [He] 2s2 2p2            |
| 7            | N      | Stickstoff  | sonstige Nichtmetalle | gasförmig       | [He] 2s2 2p3            |
| 8            | O      | Sauerstoff  | sonstige Nichtmetalle | gasförmig       | [He] 2s2 2p4            |
| 9            | F      | Fluor       | Halogene              | gasförmig       | [He] 2s2 2p5            |
| 10           | Ne     | Neon        | Edelgase              | gasförmig       | [He] 2s2 2p6            |